# Üçtepe, Yağlıdere
Üçtepe là một thị trấn thuộc huyện Yağlıdere, tỉnh Giresun, Thổ Nhĩ Kỳ. Dân số thời điểm năm 2011 là 1.956 người.